# Parlamento Sami della Finlandia
Il Parlamento Sami (in lingua finlandese Saamelaiskäräjät ed in lingua sami settentrionale Sámediggi) è l'organo legislativo della comunità sami finlandese.